# Ergasilus youngi
Ergasilus youngi is een eenoogkreeftjessoort uit de familie van de Ergasilidae. De wetenschappelijke naam van de soort is voor het eerst geldig gepubliceerd in 2005 door Tavares & Luque.